# 萬象王國
萬象王國是十八世纪瀾滄王國分裂後產生的小王國，位於老撾的中部。
1765年至1778年期間，萬象王國是緬甸的附庸；之後成為了暹羅附庸直到1828年。後因國王昭阿努起兵反暹羅，被暹羅吞併。

## 历史

### 瀾滄政局的动荡
1690年，瀾滄国王苏里亚旺萨逝世，丞相甸·塔拉自立为王，毒害了苏曼加公主的丈夫，苏曼加公主和公主之子翁洛在忠于王室的贵族和僧侣的帮助下沿湄公河南逃难。不久翁洛的支持者攻入万象，杀死甸·塔拉，拥立翁洛为新国王。维斋王的孙子南塔拉从那空城（Nakhone）起兵，纠集了瀾滄东南湄公河地区的兵马向万象进军，并成功击败了翁洛。1693年，在诛杀翁洛后，南塔拉自立为瀾滄国王，当时各地诸侯不服，瀾滄陷入了内战。
1696年，部分瀾滄贵族派人到安南迎接回了苏里亚旺萨长兄之子赛翁（越南人称之为朝福）。赛翁是敦坎王之孙，王子松普的儿子。敦坎王死后，贵族们拥立苏里亚旺萨，松普流亡到了安南，居住在乂安的山渭峒。赛翁向越南乞兵，郑根派遣军队护送赛翁回国即位。南塔拉兵败被擒，赛翁成为新国王，是为塞塔提拉二世。

### 瀾滄分裂
赛翁自立为瀾滄国王后，派遣异母兄刀侬占领琅勃拉邦。苏里亚旺萨之孙吉萨拉、英塔拉和温诺率部众出逃，吉萨拉、温诺逃到了勐腊、勐捧。英塔拉逃到了芒雷（越南山羅）。
1699年，赛翁以女儿嫁给阿瑜陀耶国王，和暹羅联姻。
1700年，南部沙湾拿吉地区反叛赛翁，赛翁多次派兵征讨，没能征服该地。
1706年，吉萨拉和温诺组织了一支军队，进攻琅勃拉邦，刀侬战败，携勃拉邦佛和帕赛坎佛逃回万象，将勃拉邦佛供奉在巴萨琅寺中。景基萨腊自立于琅勃拉邦，任命温诺为副王，然后发兵攻打万象。赛翁任命刀侬组织军队抵抗，但是节节败退。赛翁不得不向阿瑜陀耶国王求援，暹王出面调停。1707年，万象与琅勃拉邦议和，以清坎以北南宏、万象以北南梅为界，瀾滄正式分裂。
1709年，那空城酋长博隆亚扎起兵进攻万象，但是被赛翁击败。
1713年，占巴塞地区的僧侣贵族拥立赛翁之弟诺加萨为国王，占巴塞王国的领土包括黎逸、四色菊、沙拉湾、阿速坡、孔埠、上丁。
1715年，赛翁派军队征讨那空，博隆亚扎去世，那空陷落。博隆亚扎之子刀库巧流亡占巴塞，赛翁立博隆亚扎之婿刀坎兴为那空侯。
赛翁统治时期，川圹王温洛叛乱，赛翁派军进攻川圹，温洛留弟翁本镇守川圹。翁本向赛翁朝贡，这时万象国中叛乱不断，赛翁于是同意了川圹的议和。

### 暹罗入侵
1730年，赛翁去世，长子翁隆即位。1756年，川圹王松普（Chao Somphou）依靠安南势力叛乱，翁隆派兵攻打川圹，松普向安南告急，安南黎朝出面调停。翁隆让松普到万象谈判，松普犹豫不决，三年后来到万象，但是松普遭到囚禁。1760年，安南出面调停，万象同意释放松普，川圹每三年向万象进贡一次。
1767年，翁隆去世，次弟翁本即位。1771年，新的琅勃拉邦国王苏里亚旺萨二世率军攻打万象，围攻2个月，未能攻下万象，翁本告急于缅甸，缅军攻克琅勃拉邦。1777年，阿瑜陀耶国入侵万象，琅勃拉邦协助暹军攻城。1779年。经过四个月的围城后，万象陷落，翁本携眷出逃，但被暹军捕获。暹人将翁本的子女囚禁在曼谷。暹人以披耶·索普为万象镇守，废除万象王国。1780年，万象反叛暹人，重新拥立翁本，杀死披耶·索普。1781年，暹军再次攻克万象。11月，翁本在兰沧被处死。翁本有五子八女，暹王立翁本长子南塔森为万象王。
1791年，南塔森诬告琅勃拉邦与缅甸密谋叛乱，曼谷王同意南塔森进攻琅勃拉邦。南塔森率军攻城14日不克，最终勾结琅勃拉邦王后坦坎，打开了城门，万象军队攻入琅勃拉邦。1793年，琅勃拉邦王向曼谷王报告称万象与那空谋反。1795年1月，曼谷王派人逮捕了南塔森，囚禁在曼谷。2月2日，曼谷立南塔森次弟因塔翁为万象王，昭阿努为副王。6月，南塔森死于曼谷。1805年2月7日，因塔翁去世，昭阿努即位为万象王。

### 昭阿努反抗暹羅
1826年，萬象國王昭阿努舉兵反抗暹羅的統治。占巴塞副王昭約是昭阿努的兒子。1827年，萬象與占巴塞的聯軍向南前進，隨後向西穿過呵叻高原，進軍沙拉武里。此地距離暹羅首都曼谷只有三天的旅程。暹羅軍隊迅速組織一場反攻，迫使寮國軍隊撤退。1827年，暹羅反攻攻破並洗劫了万象。昭阿努向越南阮朝求援，越南明命帝派人率軍接應昭阿努，將他及支持者安置在乂安。1828年，明命帝遣人領兵護送他回國後，領兵撤回越南。然而，越南名義上承諾支援萬象，實際上對二國的衝突持觀望態度，一直避免同暹羅軍隊發生衝突。昭阿努回國後，隨即又與暹羅發生衝突。暹羅再度派兵入侵，重新佔領了万象並將該城洗劫一空。昭阿努戰敗逃跑，再度向越南求援。明命帝聲稱他主動挑起事端，拒絕出兵援助。昭阿努被川壙王昭內擒獲，移交給暹羅，在送往曼谷的途中死去。占巴塞王昭約被貴族昭會逮捕，移交暹羅，後自殺身亡。

### 灭亡
曼谷王废除万象王国，毁坏万象，领土并入廊开府。大批老族被暹羅朝廷强制移民到伊善地區。昭阿努之子拉薩翁·敖（曷蛇芃）逃入山林繼續抵抗暹羅，明命帝曾派人去暗中聯絡，但沒有成功。後來敖不知所終，對此暹羅王也沒有繼續留意。部分逃脫的萬象部眾為求自保，向越南求救。越南隨即宣稱他們的酋長「自願歸附」，派兵佔領了寮國三分之二的領土，將其領土向西推進至湄公河岸邊。然而後來越南的殖民政策被證明是不得人心的，萬象的酋長又向暹羅求助。此後，暹羅曾多次出兵寮國同越南軍隊對抗。至1850年代，這些領土已經全部被暹羅控制。 

## 疆域
万象国成立初期控制二十一处大勐，琅勃拉邦国控制七勐。后来，暹罗控制万象，割占其地，仅剩七勐。1820年，占巴塞王国内乱，其王昭马内逃往暹罗曼谷。昭阿努以平定叛乱为借口出兵吞并了占巴塞任命第三子昭约（曷蛇笔）为占巴塞副王。这项任命得到了暹罗的承认，但后来昭约起兵响应了昭阿努叛乱，其王位继承权被废除，占巴塞王位遂由更为亲暹罗的占巴塞贵族昭会继任。

## 万象世系表
| 君主                      | 即位         | 去位           | 英文名                                | 越史译名 |
| ------------------------- | ------------ | -------------- | ------------------------------------- | -------- |
| 赛塔提拉二世 （赛·翁·会） | 1696年       | 1730年         | Sethathirat II；Ung-Lo ； Sai Ong Hue | 朝福     |
| 翁隆                      | 1730年       | 1767年         | Ong Long ； Ung-Long                  |          |
| 翁本                      | 1767年       | 1779年         | Bunsan ； Ung-Boun                    |          |
| 披耶·索普                 | 1779年       | 1781年         | Phraya Supho                          |          |
| 南塔森                    | 1781年       | 1795年1月      | Nanthesan                             | 昭难     |
| 因塔翁                    | 1795年2月2日 | 1805年2月7日   | Inthavong Sethathirat III；Inthavong  | 昭印     |
| 昭阿努                    | 1805年2月7日 | 1828年12月19日 | Sihatanou or Chao Anou                | 阿弩     |

## 脚注
1. ↑  Tarling, Nicholas.  1. Cambridge University Press. : 238. ISBN 0521663709, 9780521663700 请检查|isbn=值 (帮助). |number=被忽略 (帮助)
2. 1 2  《钦定越史通鉴纲目·黎纪·熙宗皇帝》（正和丙子十七年）九月，立朝福为哀牢国王。
3. ↑  越南的《大越地舆全编·卷四·万象国传》载：“王所居圆禛城因号昭圆禛。国所统二十一芒，有巴忒芒、芙犞芒、乐凡芒、侵芒、蕃农芒等名号。”「芒」即「勐」之意，巴忒芒即占巴塞王国。乐凡芒即沙湾拿吉一带的科特腊本古国。
4. ↑  《大越地舆全编·卷四·万象国传》其王昭难既立，暹复废而立昭印。
5. 1 2  《大越地舆全编·卷四·万象国传》（嘉隆元年）其冬，昭印攻破乌肚番，献俘于暹。二年还国病殁，其弟阿弩立。